# Mosselpolder
De Mosselpolder is een polder ten westen van Philippine, behorende tot de Polders in de vaarwegen naar Axel en Gent, in de Nederlandse provincie Zeeland. 
De polder werd aangelegd in 1900, in combinatie met de aanleg van het Philippinekanaal, waar het op de westelijke oever ligt. Het betrof 141 ha schor in de Braakman.
Het zuidoostelijk deel van de polder is bebouwd met een woonwijk van Philippine.